# غوستاف جانسون
غوستاف جانسون (بالسويدية: Gustaf Jansson)‏ هو عداء مسافات طويلة سويدي، ولد في 5 يناير 1922 في فارملاند في السويد، وتوفي في 11 أبريل 2012 في كارلستاد في السويد.

## وصلات خارجية
- غوستاف جانسون على موقع أوليمبيديا (الإنجليزية)
- غوستاف جانسون على موقع اللجنة الأولمبية السويدية (السويدية)